# Pleolophus lapponicus
Pleolophus lapponicus là một loài tò vò trong họ Ichneumonidae.